# Hyllus pudicus
Hyllus pudicus là một loài nhện trong họ Salticidae.
Loài này thuộc chi Hyllus. Hyllus pudicus được Tord Tamerlan Teodor Thorell miêu tả năm 1895.